# Rebell in Turnschuhen
Rebell in Turnschuhen ist eine US-amerikanische Filmkomödie aus dem Jahr 2006. In diesem Sportfilm wird das Kunstturnen thematisiert.

## Handlung
Die 17 Jahre alte, aufmüpfige Haley Graham ist zum wiederholten Male mit dem Gesetz in Konflikt gekommen. Von der Richterin wird sie zu Besserungszwecken an eine Sport-Akademie geschickt, die von dem bärbeißigen Trainer Burt Vickerman geleitet wird. Sie wird von den anderen Turnerinnen wenig herzlich begrüßt, da sie das Team während einer Weltmeisterschaft für Junioren im Stich gelassen hatte, was das Team die Goldmedaille kostete. 
Dem Trainer gelingt es jedoch, Haley wieder für den Sport zu begeistern und die Konflikte mit ihren Teamkollegen zu schlichten. Bei den Ausscheidungskämpfen für Olympische Spiele wird eine Turnerin ihres Teams zu Unrecht schlecht bewertet. Wegen eines während des Sprungs über den Sprungtisch sichtbaren BH-Trägers wird die ansonsten fehlerfreie Übung von der Jury verrissen. So nutzt sie denn auch ihre Übung zum Protest gegen diese Entscheidung. Sie springt lediglich auf den Sprungtisch und zeigt ihren BH-Träger. Die anderen Turnerinnen machen ihr dies nach, so dass trotz der schlechten Bewertung die erste Turnerin die Siegerin ist. Nach einer weiteren Fehlentscheidung der Jury wiederholen die Turnerinnen diese Prozedur, so dass diese letztendlich über die Medaillenvergabe selbst entscheiden und jede Turnerin am Ende eine Medaille bekommt.

## Kritiken
Das Lexikon des internationalen Films schrieb, der Film sei „mit knalligen Pop-Songs unterlegt“ und „rasant geschnitten“. Er hantiere „mit den altbewährten Versatzstücken üblicher Sportdramen, ohne dass die Handlung sowie die ungewöhnliche Sportart sonderliche Konturen gewinnen“.

## Hintergrund
Der Film war in den deutschen Kinos wenig erfolgreich, während er in den USA ca. 26,9 Millionen US-Dollar einspielen konnte, weil mit Anastasia Liukin eine sehr bekannte Turnerin mitspielte.
Der Soundtrack zum Film ist ein Mix aus Rock- und Hip-Hop-Musik.